# Adoretus maniculus
Adoretus maniculus är en skalbaggsart som beskrevs av Ohaus 1914. Adoretus maniculus ingår i släktet Adoretus och familjen Rutelidae. Inga underarter finns listade i Catalogue of Life.